# Сулейман-бей Хаджимироглу
Сулейман-бей Хаджимироглу (тур. Suleyman Bey; ум. между 1398 и 1403) — правитель эмирата Хаджимирогуллары с 1364 года. С 1386 года правил как вассал Кади Бурханеддина, а примерно между 1394 и 1398 годами стал вассалом османского султана.

## Биография
Сулейман был старшим сыном Хаджи Эмира Ибрагима-бея и внуком основателя эмирата, Байрама. По именам его отца и дела исследователи называют эмират бейликом Хаджимирогулары или бейликом Байрамогуллары.
По словам Э. Брайера, 29 августа 1358 года трапезундский император Алексей III выдал свою сестру Феодору замуж за Сулеймана, а три года спустя, в декабре 1361 года, в сопровождении Михаила Панарета вернулся в Керасунт, чтобы навестить свою сестру, и после того, как Сулейман его приветствовал, вернулся в свою страну. Однако Михаил Панарет писал, что Феодора вышла замуж «за Хаджимара, сына Байрама».
По словам Астарабади, в 1364 году отец Сулеймана, Хаджи Эмир Ибрагим-бей, тяжело заболел. (Согласно С. Карпову и Р. Шукурову, болезнь Хаджи Эмира и передача правления Сулейману произошли в 1386 году). В этот период основатель соседнего бейлика, Таджеддин, хотел захватить земли Хаджи Эмира и совершал на них набеги. Ожидая смерти, Хаджи Эмир вызвал своих родственников и знатных людей княжества и объявил, что хочет выбрать человека, который заменит его. Это было сделано для того, чтобы предотвратить междоусобные войны после его смерти и обеспечить защиту бейлика от Таджеддина. При старейшинах племени и с их одобрения Хаджи Эмир оставил эмират Сулейману как своему старшему и уже зрелому сыну. При этом Хаджи Эмир обещал, что в случае выздоровления не будет пытаться стать эмиром и проведёт остаток своей жизни в молитвах. Однако через некоторое время Хаджи Эмир Ибрагим-бей выздоровел. По каким-то причинам он поссорился с сыном и решил опять стать эмиром. Ссора переросла во вражду и отец Сулеймана сам начал междоусобную войну, которую хотел предотвратить. Часть видных людей бейлика поддерживала Ибрагим-бея, однако другие настаивали, что прав Сулейман. Усиление конфликта внутри бейлика провоцировало внешних врагов. Таджеддин-бей, западный сосед, следил за ситуацией и, воспользовавшись беспорядком в эмирате Хаджимирогуллары, дважды нападал на бейлик через Терме. Значительного успеха он не достиг, но его набеги показали опасность разрастания конфликта.

Бейлик Хаджимирогулларов при Сулеймане (жёлтый в центре) и его соседи: с востока Трапезундская империя, с запада бейлик Таджеддиногуллары, с юга государство Кади Бурханеддина.

В 1386 году Сулейман-бей одержал победу над отцом и полностью захватил власть. Теперь ему предстояло противостоять атакам Таджеддина. Понимая, что сосед, уже дважды нападавший, нападёт на его земли и в третий раз, Сулейман-бей попросил помощи у правителя Сиваса, Кади Бурханеддина, который был самым сильным из соседей. Послы с письмами были отправлены Кади Бурханеддину, который отреагировал и послал одного из своих доверенных лиц, шейха Яр Али, поставить Таджеддина-бея в известность, что Сулейман отныне находится под защитой Кади. Шейх Яр Али успешно выполнил поручение в последние дни месяца Рамадан и получил обещание от Таджеддина, что он больше не будет атаковать территорию Хаджиэмирогуллары, чтобы не вызывать недовольство Кади Бурханеддина. Однако 24 октября 1386 года, ещё до того, как посол шейх Яр Али вернулся в Сивас, Таджеддин с примерно 12000 всадниками атаковал Сулеймана. Сулейман в этом конфликте победил, Таджеддин-бей и 500 (по словам Панарета — 600) из его всадников были убиты на поле боя, а его армия разбежалась. Как писал Михаил Панарет: «Первым пал сам Таджи-Эддин и умер, рассечённый мечом». Потеряв предводителя, войско вынуждено было отступить. После гибели Таджеддина Кади Бурханеддин собрал армию, чтобы напасть на его столицу Никсар. Когда он прибыл к городу, то посетил могилу Мелика Данышмеда Гази. Вскоре знатные люди Никсара предстали перед Кади Бурханеддином и передали ему ключи от города. Таким образом, без какого-либо сопротивления, Никсар присоединился к землям государства Кади Бурханеддина. Когда Кади Бурханеддин занял город, Сулейман-бей отправил к нему своего брата с множеством лошадей и драгоценными подарками и попросил Кади Бурханеддина принять в жёны девушку из семьи Хаджимирогуллары. Кади с радостью принял брачное предложение и дары. После этого он купил у потомков Таджеддина замок Искефсир (ныне Решадие вблизи Токата) и передал его Сулейману как союргаль(1386). Во время пребывания Кади в Никсаре к нему явились послы сына Таджеддина, Махмуда-челеби. В присутствии Кади Махмуд Таджеддиноглу заключил с Сулейманом соглашение о ненападении. Источники пишут, что Сулейман сохранял верность Кади Бурханеддину, хотя борьба Сулеймана с Таджеддином закончилась. Сулейман посылал по первому требованию Кади и войска, и деньги. Например, пока Кади Бурханеддин был в Никсаре, он узнал, что эмир Эрзинджана Мутаххартен собирается напасть на Сивас. Кади Бурханеддин предложил Сулейману присоединиться со своим войском и Сулейман сразу же прибыл в Сивас. Узнав о приготовлениях Кади, эмир Мутаххартен вернулся в Эрзинджан. Эта ситуация показала прочность союза Сулеймана и Кади Бурханеддина.
Сулейман перенёс столицу княжества из деревни Кале Месудие в Эшкипазар в 1380-х годах и дал городу название «Орду», что означает столица. В конфликте между Османской империей и Кади Бурханеддином Сулейман сначала сохранял верность Кади Бурханеддина, и лишь в 1391—1394 годах перешёл на сторону Османской империи. В 1396 году Сулейман захватил Керасунт. В 1398 году османский султан Баязид I завоевал Самсун, что усилило османское присутствие в регионе Джаник. Сулейман-бей (так же как Таджеддиноглу и Ташаногуллары) полностью признал османский суверенитет. В том же году Кади Бурханеддин был убит Ак-Коюнлу Кара-Юлюк Османом, и влияние Османского султана в регионе ещё больше усилилось. Когда умер Сулейман-бей, неизвестно. Можно утверждать, что это произошло до 1403 года. Известно, что в 1403 году, когда через регион проезжал Руи Клавихо, посланник к Тимуру от короля Кастилии Энрике III (1379—1406) в Самсуне правил бей по имени Арзамир, отождествляемый историками с Хаджи Эмиром-челеби, братом Сулеймана. Где Сулейман захоронен, неизвестно.
Астарабади писал о Сулеймане: «На его лбу были знаки величия и благородства, а на лице — свет зрелости и доблести». Период правления Сулеймана-бея — самый блестящий период существования бейлика.

## Семья
- Жена. Родственница (дочь или сестра) трапезундского императора. Брак был заключён до 1386 года. Михаил Панарет назвал Сулеймана зятем императора: «В октябре месяце 6895 г. (1386) поднялся зять царя Таджи-Эддин эмир из Лимнии против другого зятя царя, сына Хаджи-Омера из Халибии называемого Сулейман-бегом»[5].

- Сын (?). Во время борьбы между Мехмедом II и правителем Ак-Коюнлу Узун Хасаном человек по имени Эмир-бей был назначен командующим армией Ак-Коюнлу, которая разграбила Токат. Считается, что упомянутый Эмир-бей мог быть сыном Сулеймана-бея. Этот Эмир-бей укрылся у Дулкадирогулларов после победы Мехмеда над Узун Хасаном в битве при Отлукбели. В конце концов, этого человека, который считается последним представителем Хаджиэмирогулларов, отправили в Эдессу[10][11].